# 怀化市 (县级)
怀化县和怀化市是中国湖南省曾經出現的兩個县级行政单位，先后于1943年和1979年成立。1983年，怀化县撤销并合并到怀化市；1997年，怀化市拆分成鹤城区和中方县。

## 历史
1942年9月14日，由湖南省政府委员会议通过，报内务部转报国民政府行政院于4月28日批准设立怀化县，从9月开始筹备工作，于1943年1月20日正式成立。怀化县辖区域由芷江、辰溪、黔阳三县划拨成立，县政府设立在庐阳镇，隶属湘西行政区。
1949年1月，县政府被土匪烧毁，县政府从泸阳迁至榆树湾。10月1日，中国人民解放军第三十八军一一三师在怀化县花桥打败中華民國國軍二三一师七00团，俘敌上校团长以下官兵1210人，毙敌120人，同日怀化县解放。1949年11月1日，怀化县人民政府和中国共产党怀化县委员会成立，县治迁移到榆树湾飞山庙，张仕林为县委书记、何栋为县长。
1952年7月，黔阳县的第七区（中方、牌楼、桐木）划归怀化县，成为怀化县第八区。1952年8月15日，省人民政府决定撤销湘西行政区，辰溪、沅陵、溆浦、麻阳四县与会同专署所属县（市）合并成立芷江专区，怀化县隶属芷江专区。11月13日，芷江改名为黔阳专区，怀化县隶属黔阳专区。
1968年，黔阳专区改为黔阳地区，怀化县隶属黔阳地区。
1975年1月25日，榆树湾镇和盈口公社合并成立怀化县怀化镇。1979年4月，怀化镇撤销，成立怀化市，隶属黔阳地区。
1981年6月30日，国务院批准黔阳地区更名为怀化地区，怀化市和怀化县隶属于怀化地区。
1983年12月24日，经国务院批准：撤销怀化县，原怀化县所辖行政区域并入怀化市。1983年3月7日，怀化县正式撤销，原怀化县并入怀化市。
1986年1月，经湖南省人民政府批准，怀化市实行经济计划单列，享受省辖市的经济管理部分权限。
1997年11月29日，经国务院批准，撤销怀化地区和县级怀化市，设立地级怀化市，原县级怀化市分设为鹤城区和中方县。
1998年2月，中方县正式成立。1998年4月，鹤城区正式成立。

## 范围及人口
成立之初，怀化县的范围是由原芷江县所属的怀化乡、蒋石乡、三合乡、清水乡、榆平乡及新平乡大都分；原辰溪县所属的均和乡及中和乡、乐和乡、正和乡、永和乡的一部分；原黔阳县所属的卓智乡、大智乡、才智乡、启智乡及约礼乡、德仁乡的一部分，合计十七乡，共1523.75平方公里，人口共126098人。
拆分之前，怀化市下辖：
- 街道：迎丰街道、城中街道、城北街道、红星街道、坨院街道。
- 镇：泸阳镇、花桥镇、中方镇、牌楼镇、铜湾镇。
- 乡：盈口乡、杨村乡、鸭嘴岩乡、石门乡、黄金坳乡、芦坪乡、贺家田乡、凉亭坳乡、炉亭坳乡、桐木乡、下坪乡、聂家村乡、龙场乡、铜鼎乡、丁家乡、新路河乡、袁家乡、新建乡、蒋家乡、石宝乡、接龙乡、铁坡乡、活水乡、锦溪乡。
- 民族乡：蒿吉坪瑶族乡。